# Jean Rochefort
Jean Raoul Robert Rochefort (29. dubna 1930 Dinan, Côtes-du-Nord – 9. října 2017 Paříž) byl francouzský divadelní a filmový herec, trojnásobný držitel francouzského filmového ocenění César.

## Život a kariéra
Herectví studoval nejprve v Paříži, posléze na konzervatoři v Nantes, kde se seznámil, mimo jiné, také s Jean-Paulem Belmondem. Po studiích vystupoval na různých divadelních scénách a v kabaretech.
Od poloviny 50. let se začal objevovat i ve filmu a v televizi. Zpočátku se jednalo o drobné a vedlejší role, kde obvykle přihrával svým slavnějším a známějším kolegům. V letech 1964–1966 hrál v prvních třech dílech slavné ságy o Angelice právníka Françoise Desgreze.
Coby herecká hvězda se prosadil až v 70. letech v komediích Velký blondýn s černou botou a Návrat velkého blondýna. Kromě výrazných komediálních rolí se prosadil i jako výborný dramatický herec, což mu ve druhé polovině 70. let přineslo i dvě ocenění César.
V roce 1999 byl oceněn třetím Césarem za své celoživotní dílo a přínos francouzské kinematografii. Během své více než padesátileté kariéry vystupoval ve více než 100 různých audiovizuálních dílech. V říjnu 2013 vydal svou autobiografii s názvem Ce genre de choses.

## Filmografie (výběr)

### Celovečerní filmy
- 1961 : Kapitán Fracasse (Le Capitaine Fracasse), režie Pierre Gaspard-Huit
- 1962 : Cartouche (Cartouche), režie Philippe de Broca
- 1962 : Železná maska (Le Masque de fer), režie Henri Decoin
- 1964 : Angelika, markýza andělů (Angélique, marquise des anges), režie Bernard Borderie
- 1964 : Tajný policista (Les Barbouzes), režie Georges Lautner
- 1965 : Báječná Angelika (Merveilleuse Angélique), režie Bernard Borderie
- 1965 : Muž z Hongkongu (Les Tribulations d'un chinois en Chine), režie Philippe de Broca
- 1966 : Angelika a král (Angélique et le roi), režie Bernard Borderie
- 1966 : Qui êtes-vous, Polly Maggoo? (Qui êtes-vous, Polly Maggoo?), režie Michel Legrand
- 1969 : Tahat ďábla za ocas (Le Diable par la queue), režie Philippe de Broca
- 1972 : Ohně o Hromnicích (Les feux de la Chandeleur), režie Serge Korber
- 1972 : Velký blondýn s černou botou (Le Grand blond avec une chaussure noire), režie Yves Robert
- 1972 : Život plný malérů (Les Malheurs d'Alfred), režie Pierre Richard
- 1973 : Buď zdráv, umělče! (Salut l'artiste), režie Yves Robert
- 1973 : Následník (L'Héritier), režie Philippe Labro
- 1974 : Ať začne slavnost... (Que la fête commence...), režie Bertrand Tavernier
- 1974 : Bože, jak hluboko jsem klesla! (Mio Dio come sono caduta in basso!), režie Luigi Comencini
- 1974 : Hodinář od sv. Pavla (L'Horloger de Saint-Paul), režie Bertrand Tavernier
- 1974 : Návrat velkého blondýna (Le Retour du grand blond), režie Yves Robert
- 1974 : Přízrak svobody (Le Fantôme de la liberté), režie Luis Buñuel
- 1975 : Nevinní se špinavýma rukama (Les Innocents aux mains sales), režie Claude Chabrol
- 1976 : Calmos (Calmos), režie Bertrand Blier
- 1976 : Záletník (Un éléphant ça trompe énormément), režie Yves Robert
- 1977 : Záletník 2 (Nous irons tous au paradis), režie Yves Robert
- 1978 : Kdo zabíjí nejlepší evropské šéfkuchaře? (Who Is Killing the Great Chefs of Europe?), režie Ted Kotcheff
- 1979 : Odvahu a nohy na ramena (Courage fuyons), režie Yves Robert
- 1979 : Sukničkář (Le Cavaleur), režie Philippe de Broca
- 1980 : Nenávidím blondýnky (Odio le bionde), režie Giorgio Capitani
- 1982 : Velký bratr (Le Grand frère), režie Francis Girod
- 1987 : Tandem (Tandem), režie Patrice Leconte
- 1989 : Je suis le seigneur du château (Je suis le seigneur du château), režie Régis Wargnier
- 1990 : Maminčin zámek (Le Château de ma mère), režie Yves Robert
- 1990 : Manžel kadeřnice (Le Mari de la coiffeuse), režie Patrice Leconte
- 1992 : Rej výtržníků (Le Bal des casse-pieds), režie Yves Robert
- 1993 : Spadli z nebe (Tombés du ciel), režie Philippe Lioret
- 1993 : Tango (Tango), režie Patrice Leconte
- 1994 : Prêt-à-Porter (Prêt-à-Porter), režie Robert Altman
- 1996 : Nevinné krutosti (Ridicule), režie Patrice Leconte
- 1996 : Velká cesta (Les Grands ducs), režie Patrice Leconte
- 1998 : Co vítr dal a vzal (El Viento se llevó lo qué), režie Alejandro Agresti
- 1999 : Rembrandt (Rembrandt), režie Charles Matton
- 2001 : KOndoMEDIE (Le Placard), režie Francis Veber
- 2002 : Muž z vlaku (L'Homme du train), režie Patrice Leconte
- 2004 : RRRrrrr!!! (RRRrrrr!!!), režie Alain Chabat
- 2005 : Peklo (L'Enfer), režie Danis Tanović
- 2006 : Dvakrát za život (Désaccord parfait), režie Antoine de Caunes
- 2006 : Nikomu to neříkej (Ne le dis à personne), režie Guillaume Canet
- 2007 : La Clef (La Clef), režie Guillaume Nicloux
- 2007 : Prázdniny pana Beana (Mr. Bean's Holiday), režie Steve Bendelack
- 2007 : Vždycky jsem chtěl být gangster (J'ai toujours rêvé d'être un gangster), režie Samuel Benchetrit
- 2008 : Agathe Cléryová (Agathe Cléry), režie Étienne Chatiliez
- 2011 : Titeuf (Titeuf, le film), režie Zep
- 2012 : Asterix a Obelix ve službách Jejího Veličenstva (Astérix et Obélix: Au Service de Sa Majesté), režie Laurent Tirard
- 2012 : Umělec a modelka (El Artista y la modelo), režie Fernando Trueba

### Televize
- 1998 : Hrabě Monte Cristo (Le Comte de Monte Cristo), televizní film, režie Josée Dayan
- 2004 : Frankenstein (Frankenstein), televizní film, režie Kevin Connor
- 2010 : Le Grand restaurant (Le Grand restaurant), televizní film, režie Gérard Pullicino

## Ocenění

### César
Ocenění
- 1976: César pro nejlepšího herce ve vedlejší roli za film Ať začne slavnost...
- 1978: César pro nejlepšího herce za film Krab bubeník
- 1999: Čestný César

Nominace
- 1980: César pro nejlepšího herce za film Odvahu a nohy na ramena
- 1988: César pro nejlepšího herce za film Tandem
- 1991: César pro nejlepšího herce za film Manžel kadeřnice
- 1997: César pro nejlepšího herce za film Nevinné krutosti

### Jiná ocenění
- 2013: cena Goya pro nejlepšího herce za film Umělec a modelka